# Jerusalem, höj upp din röst
Jerusalem, höj upp din röst (ursprungligen Jerusalem, häv upp din röst) är en adventspsalm av Johan Olof Wallin från 1813. Häv upp ändrades på oklara grunder till höj upp 1986, i övrigt är psalmen oförändrad.
Melodin (C-dur, 4/4) komponerades av Martin Luther 1539 till texten Av himlens höjd oss kommet är som också används till När Jesusbarnet låg en gång och Se natten flyr för dagens fröjd. Den är publicerad i Geistliche Lieder som utgavs av boktryckaren Joseph Klug i Wittenberg 1539.
|  |
|  |

## Publicerad i
- 1819 års psalmbok som nr 54 med titeln "Jerusalem, häv upp din röst" under rubriken "Jesu kärleksfulla uppenbarelse i mänskligheten: Jesu anträde till sitt medlarekall (adventspsalmer)".
- Svenska Missionsförbundets sångbok 1920 som nr 78 under rubriken "Jesu födelse"
- Sionstoner 1935 som nr 146 med den äldre titeln, under rubriken "Advent".
- 1937 års psalmbok som nr 44 med den äldre titeln, under rubriken "Advent".
- Den svenska psalmboken 1986 som nr 106 under rubriken "Advent".